# Bohdan Arct
Bohdan Arct, pseudonimy: Hoffer H., Prestone J. (ur. 27 maja 1914 w Warszawie, zm. 11 maja 1973 w Siedlcach) – polski pilot myśliwski II wojny światowej, pisarz, autor książek wspomnieniowych i o tematyce batalistycznej, kawaler Virtuti Militari.

## Życiorys

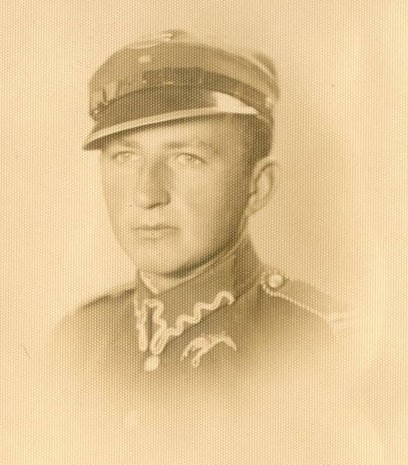
Bohdan Arct jako student Akademii Sztuk Pięknych

Syn pisarki Marii Buyno-Arctowej i Zygmunta. Uzyskał maturę w Warszawie w gimnazjum im. Ziemi Mazowieckiej w 1933 r. Odbył szkolenie unitarne na Dywizyjnym Kursie Podchorążych Rezerwy przy 79. pułku piechoty w Słonimiu. W 1934 r. ukończył Szkołę Podchorążych Rezerwy Lotnictwa w Dęblinie. W 1935 r. podjął studia na warszawskiej Akademii Sztuk Pięknych, na kierunku grafika użytkowa. Pod kierunkiem drzeworytnika prof. Edmunda Barłomiejczyka ukończył ten kierunek w 1939 r. Ponadto odbywał loty w 1 pułku lotniczym w Warszawie i w ciągu kolejnych lat korzystał z tej możliwości, latając na Potezach XV i XXVII. Na stopień podporucznika został mianowany ze starszeństwem z 1 stycznia 1936 i 73. lokatą w korpusie oficerów rezerwy aeronautyki, grupa liniowa. Jeszcze przed wojną jako prozaik publikował na łamach prasy młodzieżowej.
We wrześniu 1939 jako podporucznik  został zmobilizowany do służby w lotnictwie. Dowodził plutonem łącznikowym nr 10 przydzielonym Armii „Łódź”. 6 września został zestrzelony przez oddziały Wojska Polskiego ale udało mu się wylądować. Z powodu strat jego pluton przestał funkcjonować jako samodzielna jednostka i z rozkazu mjr. Lange z Naczelnego Dowództwa został przydzielony do dyspozycji Naczelnego Dowództwa jako pilot-kurier. 9 września na rozkaz ppłk. Jungrawa z Naczelnego Dowództwa został dyslokowany do Traugutowa koło Brześcia. Po raz kolejny został zestrzelony przez polskie oddziały 10 września. 17 września, wobec agresji ZSRR na Polskę przekroczył granicę z Rumunią. Przedostał się do portu Bałczik skąd na pokładzie statku „Aghios Nikolaos” dopłynął do Bejrutu. Następnie statkiem „Ville de Strasbourg” dopłynął do Marsylii. We Francji został zakwaterowany w obozie w Salon, a 16 grudnia został przeniesiony do polskiej bazy lotniczej w Lyon-Bron. Od marca 1940 r. przebywał w Szkole Strzelców Samolotowych w Blidzie w Algierze, po zawieszeniu broni (22 czerwca 1940 r.) przedostał się do Casablanki, skąd drogą morską trafił do Wielkiej Brytanii.
Wstąpił do Polskich Sił Powietrznych, otrzymał numer służbowy RAF P-1090. Po przeszkoleniu na samolotach brytyjskich latał w Aircraft Delivery Flight w Kemble jako tzw. ferry pilot, dostarczając samoloty do walczących jednostek. 17 sierpnia 1941 r. został skierowany na kurs myśliwski w 61 Operational Training Unit (OTU) w Heston i 1 października 1941 r. został przydzielony do 306 dywizjonu myśliwskiego Toruńskiego. W dywizjonie tym służył do lutego 1943 r. Następnie wszedł w skład Polskiego Zespołu Myśliwskiego. W Afryce zestrzelił pierwszy samolot niemiecki (20 kwietnia 1943 – 1 Bf-109) oraz zaliczono mu 1 zestrzelenie prawdopodobne i dwa samoloty uszkodzone. Prowadził kronikę Zespołu oraz zaprojektował jego godło.

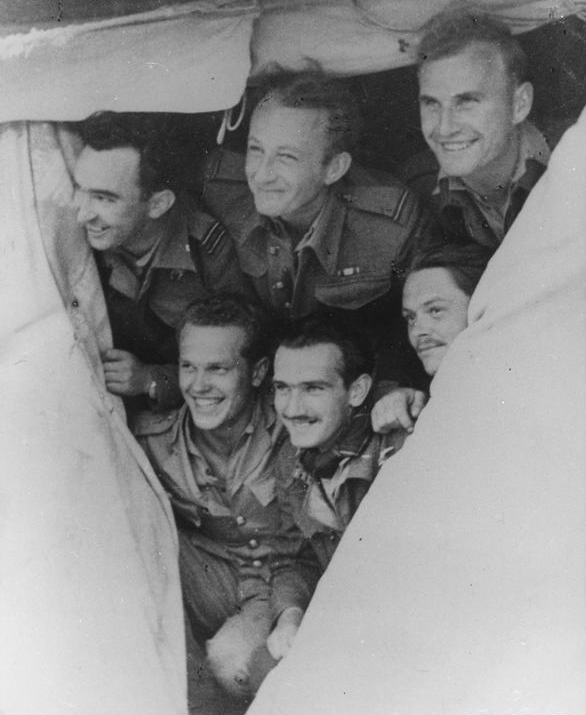
Piloci Polskiego Zespołu Myśliwskiego – Bohdan Arct pośrodku w górnym rzędzie

W lipcu 1943 r. powrócił do dywizjonu 306 w Wielkiej Brytanii. 11 sierpnia został dowódcą eskadry B w dywizjonie 303. 17 sierpnia 1943 r. uzyskał kolejne zestrzelenie – tym razem FW-190.
31 stycznia 1944 r. został przydzielony do Dowództwa Obrony Powietrznej Wielkiej Brytanii (Air Defence of Great Britain). Odbyło się to w ramach odpoczynku operacyjnego po ukończeniu tury lotów bojowych. Został asystentem oficera łącznikowego, zajmował się sporządzaniem raportów z działalności polskiego lotnictwa, w wolnych chwilach rozpoczął spisywanie swych wspomnień, które później przerodziły się w jego pierwszą książkę „W pogoni za Luftwaffe”.
Obejmując dowództwo nad 316 dywizjonem myśliwskim (27 czerwca 1944 r.) stacjonującym podówczas na lotnisku Coltishall we wschodniej Anglii został pierwszym oficerem rezerwy w polskim lotnictwie na takim stanowisku. Rozkazem z dnia 1 lipca 1944 r. został przeniesiony na lotnisko West Malling, położone w hrabstwie Kent, w połowie drogi z Londynu do południowo-wschodniego wybrzeża La Manche. Miejscowość ta leżała na trasie przelatujących bomb V1. Trzecie zestrzelenie uzyskał 14 sierpnia 1944 r. (Bf-109), lecz 6 września, w czasie operacji Ramrod 1260, po awarii silnika wyskoczył nad terytorium Holandii w pobliżu Nijmegen. Dostał się do niemieckiej niewoli i w obozie jenieckim przebywał do końca wojny. W Stalag Luft w ukryciu pisał po angielsku ilustrowany pamiętnik, który wydano po wojnie w Wielkiej Brytanii, a w XXI w. po polsku w Polsce.
Po II wojnie światowej, w 1946 r. , wrócił do Polski z żoną i córką. Początkowo zamieszkali we Wrocławiu, gdzie jego stryj Stanisław Arct prowadził księgarnię. Znalazł zatrudnienie w charakterze grafika i rozpoczął pracę na swą drugą książką „Messerschmitty w słońcu”. W 1948 r. rodzina Arctów przeprowadziła się do Gołkowa, w 1952 r. odziedziczyli po zmarłej ciotce dworek w Dobrzanowie, gdzie zamieszkali. W 1951 r. jego prace Gdy zamilkły silniki...: powieść lotnicza, Messerschmitty w słońcu, Zwichnięte skrzydła: niewola na wesoło oraz W pogoni za Luftwaffe: polscy myśliwcy w pustyniach Tunisu zostały wycofane z polskich bibliotek oraz objęte cenzurą. W r. 1952 zamieszkał w domku letniskowym Arctów w Dobrzanowie. Ostatnie lata swego życia spędził w Siedlcach, poświęcając się pracy pisarskiej. Tam też zmarł. Został pochowany 14 maja 1973 na Cmentarzu Centralnym.

### Zwycięskie walki powietrzne
Wykonał 131 lotów bojowych. Na liście Bajana sklasyfikowany został na 71 pozycji z 3 zwycięstwami pewnymi, 1 prawdopodobnym oraz 2 uszkodzeniami samolotów nieprzyjaciela:
- Bf-109 (pewne 20 kwietnia 1943)
- FW-190 (pewne 17 sierpnia 1943)
- Bf-109 (pewne 6 września 1944)
- Mc-202 (prawdopodobne 18 kwietnia 1943)
- Bf-109 (uszkodzony 2 kwietnia 1943)
- Bf-109 (uszkodzony 21 kwietnia 1943)

Ponadto zestrzelił dwie latające bomby V-1.

### Ważniejsze odznaczenia

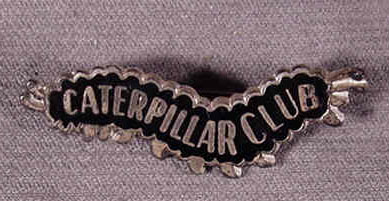
Złota Gąsienica potwierdzająca członkowsko Arcta w elitarnym Caterpillar Club

- Srebrny Krzyż Orderu Wojennego Virtuti Militari (nr 8491)
- Krzyż Walecznych (czterokrotnie)
- Medal Lotniczy
- Odznaka za Rany i Kontuzje
- Polowy Znak Pilota (nr 1079)
- 1939-1945 Star
- Air Crew Europe Star
- France and Germany Star
- Africa Star
- War Medal 1939–1945
- Brązowy Medal „Za zasługi dla obronności kraju” (1967)[26]

Z racji skoku spadochronowego otrzymał od firmy Irvin odznakę Złotej Gąsienicy i został przyjęty do Caterpillar Club.

## Twórczość literacka
Debiutował w 2. połowie lat 30. XX w. na łamach prasy młodzieżowej jako prozaik. Po powrocie do kraju (1946 r.) pisząc popularyzował problematykę i wiedzę lotniczą, uczestniczył w ponad 600 wieczorach autorskich. Wydał 43 książki, które osiągnęły nakład 3,3 mln egzemplarzy, co czyni go najpoczytniejszym pilotem-pisarzem w Polsce.
1. W pogoni za Luftwaffe (1946 Księgarnia S. Arcta)
2. Messerschmitty w słońcu (1947 Spółdzielnia Wydawnicza Czytelnik), z drzeworytami autora
3. Zwichnięte skrzydła (1948 Księgarnia S. Arcta)
4. Gdy zamilkły silniki (1949 Księgarnia S. Arcta), powieść
5. Ekipa pokoju (1950 Wydawnictwo Ministerstwa Obrony Narodowej), opowiadania
6. Lot o świcie (1952 Wydawnictwo Ministerstwa Obrony Narodowej)
7. Dla dobra człowieka (1952 Wydawnictwo Ministerstwa Obrony Narodowej), opowiadania
8. Ludzie powietrza (1954 Spółdzielnia Wydawnicza Czytelnik), powieść
9. Skradziony człowiek (1954 Wydawnictwo Ministerstwa Obrony Narodowej); kryminał
10. Wielki dzień dywizjonu 303 (1956 Wydawnictwo Ministerstwa Obrony Narodowej: Biblioteka Żółtego Tygrysa; 1958 – wyd. 2)
11. W pościgu za V-1 (1957 Wydawnictwo Ministerstwa Obrony Narodowej: Biblioteka Żółtego Tygrysa; 1958 – wyd. 2)
12. Niebo w ogniu (1957 Wydawnictwo Ministerstwa Obrony Narodowej; 1960 – wyd. 2; 1970 – wyd. 3)
13. W podniebnej chwale (1958 Wydawnictwo Ministerstwa Obrony Narodowej)
14. Cyrk Skalskiego (1958 Wydawnictwo Ministerstwa Obrony Narodowej: Biblioteka Żółtego Tygrysa)
15. Odyseja Hansa Schmidta (1958 Wydawnictwo Ministerstwa Obrony Narodowej: Biblioteka Żółtego Tygrysa, pseud. H. Hoffer)
16. Lew pustyni w potrzasku (1958 Wydawnictwo Ministerstwa Obrony Narodowej: Biblioteka Żółtego Tygrysa, pseud. J. Prestone)
17. Samoloty świata (1959 Wydawnictwo Ministerstwa Obrony Narodowej), informator
18. Bimber (1960 Wydawnictwo Ludowa Spółdzielnia Wydawnicza), powieść
19. Pomoc musi nadejść (1960 Instytut Wydawniczy Nasza Księgarnia), opowiadania
20. Rycerze biało-czerwonej szachownicy (1960 Instytut Wydawniczy Nasza Księgarnia: Klub Siedmiu Przygód; 1966 – wyd. 2.), opowieści dla młodzieży
21. Kamikadze, boski wiatr (1961 Wydawnictwo Ludowa Spółdzielnia Wydawnicza; 1962 – wyd. 2.), powieść
22. Alarm w St. Omer (1962 Wydawnictwo Ludowa Spółdzielnia Wydawnicza; 1971 – wyd. 2.), opowieści lotnicze
23. Podniebne asy (1962 Wydawnictwo Ministerstwa Obrony Narodowej), opowiadania
24. Ucieczki (1963 Wydawnictwo Ministerstwa Obrony Narodowej), opowiadania
25. Bohaterowie nieba (1963 Instytut Wydawniczy Nasza Księgarnia: Klub Siedmiu Przygód), powieść
26. Cena życia (1964 Wydawnictwo Ludowa Spółdzielnia Wydawnicza; 1965 – wyd. 2.; 1967 – wyd. 3.; 1968 – wyd. 4.), powieść
27. Szturmowcy Warszawy (1964 Wydawnictwo Ministerstwa Obrony Narodowej: seria Druga Wojna Światowa)
28. Skrzydła nad Warszawą (1965 Instytut Wydawniczy Nasza Księgarnia), zarys historii rozwoju lotnictwa w Warszawie
29. Na progu kosmosu (1965 Wydawnictwo Ludowa Spółdzielnia Wydawnicza), opowieść
30. Trzecie pokolenie (1965 Wydawnictwo Ministerstwa Obrony Narodowej; 1966 – wyd. 2.), powieść
31. Poczet wielkich lotników (1966 Instytut Wydawniczy Nasza Księgarnia)
32. Polacy w bitwie o Anglię (1967 Wydawnictwo Ministerstwa Obrony Narodowej: seria Bitwy, Kampanie, Dowódcy)
33. Śladem samolotu (1969)
34. Powietrze pełne śmiechu (1970 Wydawnictwo Łódzkie)
35. Polskie skrzydła na Zachodzie (1970  Rada Ochrony Pomników Walki i Męczeństwa, Wydawnictwo Interpress) (również przetłumaczona i wydana w języku angielskim)
36. Obce niebo (1971 Wydawnictwo Ministerstwa Obrony Narodowej: Biblioteka Żółtego Tygrysa)
37. Polacy w walce z bronią „V” (1972 Rada Ochrony Pomników Walki i Męczeństwa, Wydawnictwo Interpress) (również wydana w języku angielskim)
38. Atferro łączy kontynenty (1973 Wydawnictwo Ministerstwa Obrony Narodowej: Biblioteka Żółtego Tygrysa)
39. Polacy w walkach na Czarnym Lądzie (1974  Rada Ochrony Pomników Walki i Męczeństwa, Wydawnictwo Interpress)
40. Lot bez lądowania (1975 Wydawnictwo Ludowa Spółdzielnia Wydawnicza)
41. Trzysta pierwszy nad celem (1975 Wydawnictwo Ministerstwa Obrony Narodowej: Biblioteka Żółtego Tygrysa)
42. Pamiętnik pilota (2003)
43. Jeniec wojenny: mój zakonspirowany pamiętnik (2003 Wydawnictwo Polwen), (reprint napisanego podczas wojny po angielsku pamiętnika, wydanego pośmiertnie w Wielkiej Brytanii: Prisoner of War : My secret journal : Squadron Leader B. Arct : Stalag Luft 1, Germany 1944–45 (1988, Webb & Bower Ltd, Michael Joseph Ltd ISBN 0-86350-229-6)

## Życie osobiste
18 czerwca 1939 r. poślubił Halinę Trawińską. W 1942 r. żona, przebywająca w okupowanej Warszawie, uzyskała zaocznie rozwód. Na początku 1944 r. ożenił się z Beryl Evans, z którą miał córkę Krystynę (ur. 1944) i syna Ryszarda (ur. 1950).

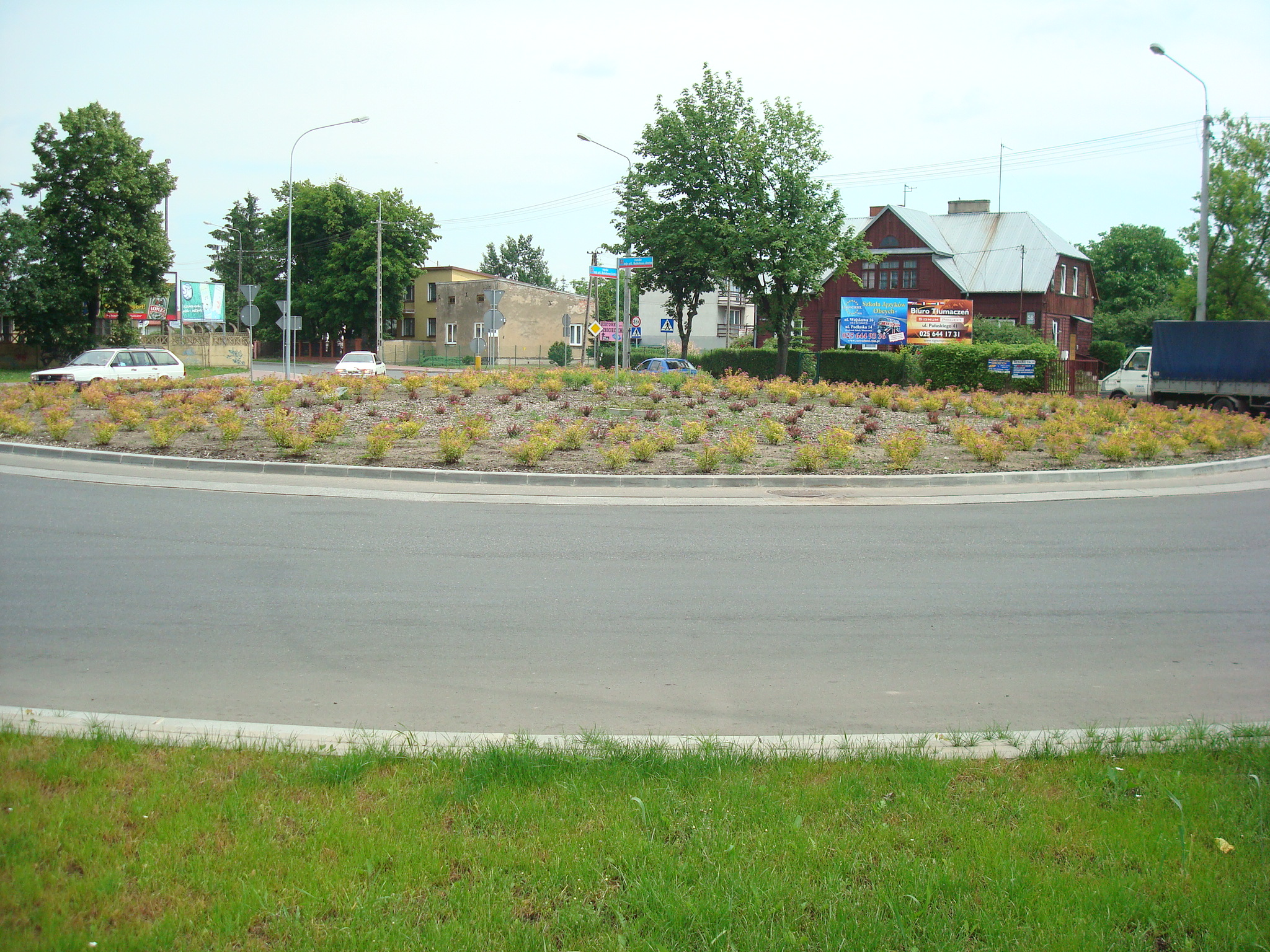
Rondo imienia Bohdana Arcta w Siedlcach

## Upamiętnienie
Osoba i twórczość Arcta budzą po latach zapomnienia na nowo zainteresowanie. Na bazie pamiątek związanych z jego działalnością literacką w październiku 2006 w Siedlcach otwarto Gabinet Twórczości Bohdana Arcta (przy Instytucie Filologii Polskiej Uniwersytetu Przyrodniczo-Humanistycznego w Siedlcach. Jego imieniem nazwano także Szkołę Podstawową w Kotuniu, a także jedno z rond w Siedlcach i ulicę w Krakowie.